# Memoria virtuale

Schema di funzionamento della memoria virtuale; nella CPU il programma lavora come se avesse a disposizione uno spazio di memoria pari a quella indirizzabile con i bit dei registri indirizzo (per esempio 4GB con registri di 32 bit); ma in realtà, se la memoria RAM è insufficiente, le zone di memoria attualmente in uso (suddivise in pagine di dimensione prefissata) sono allocate nella RAM mentre le pagine inattive sono salvate in un file gestito dal sistema operativo sul disco rigido.

In informatica, la memoria virtuale è un'architettura di sistema capace di simulare uno spazio di memoria centrale (memoria primaria) maggiore di quello fisicamente presente o disponibile, dando l'illusione all'utente di un enorme quantitativo di memoria.
Il sistema operativo usando una combinazione di hardware e software, mappa gli indirizzi di memoria usati da un programma, chiamati indirizzi virtuali, in indirizzi fisici. La memoria principale, dal punto di vista di un processo, appare come uno spazio di indirizzi (o una lista di segmenti) contiguo. Il sistema operativo gestisce lo spazio virtuale e l'assegnamento di memoria fisica a memoria virtuale. La traduzione di indirizzi è fatta da un hardware presente nella CPU, comunemente chiamato MMU, che traduce i vari indirizzi. Software presente all'interno del sistema operativo può estendere queste funzionalità per offrire uno spazio virtuale che eccede quello della memoria fisica, indirizzando così più memoria di quella fisicamente presente nel computer. 
I vantaggi principali di quest'architettura sono una maggiore sicurezza dovuta all'isolamento della memoria, la possibilità di condividere alcune pagine di memoria fra diversi processi (in particolar modo quella delle librerie), e potere usare più memoria di quella disponibile con una tecnica chiamata swap.
Questo risultato si raggiunge utilizzando spazio di memoria secondaria su altri dispositivi o supporti di memorizzazione, di solito le unità a disco. La memoria centrale fisicamente presente diventa quindi la parte effettivamente utilizzata di quella virtuale, più grande: questo stratagemma è utile in virtù del principio di località e riuso dell'esecuzione dei programmi.
In ambiente POSIX, la memoria di massa utilizzata a questo scopo è comunemente chiamata "swap" o "spazio di swap" (verbo inglese che significa "scambiare"), mentre, in ambiente Windows, è chiamata "file di paging". Le operazioni di spostamento delle pagine dallo spazio di swap alla memoria fisica sono chiamate "swapping".

## Descrizione
In un sistema dotato di memoria virtuale, il processore e i programmi si riferiscono alla memoria centrale con indirizzi logici, virtuali, che vengono tradotti in indirizzi fisici reali da una unità apposita, la MMU o memory management unit che in genere è incorporata nei processori.
La MMU svolge i seguenti compiti:
1. Traduce l'indirizzo logico in indirizzo fisico;
2. Controlla che l'indirizzo fisico corrisponda a una zona di memoria fisicamente presente nella memoria centrale;
3. Se invece la zona in questione è nello spazio di swap, la MMU solleva una eccezione di page fault e il sistema operativo si occupa di caricarla in memoria centrale, scartando se necessario una pagina già presente, qualora tutta la ram sia già usata.

Questo meccanismo ha un prezzo in termini di prestazioni: la MMU impiega del tempo per tradurre l'indirizzo logico in indirizzo fisico, e ce ne vuole molto di più per caricare una zona di memoria dallo spazio di swap: in ultima analisi quindi, implementare una memoria virtuale significa sacrificare potenza di calcolo per poter eseguire un maggior numero di processi contemporanei.
Detto Ta il normale tempo di accesso alla memoria fisica, Tt il tempo di traduzione di indirizzi della MMU e Tload il tempo necessario a caricare una zona di memoria dallo swap, il tempo (medio) di accesso in caso di memoria virtuale è:
Tav = Tt + Ta + Tload * Pfault
dove Pfault è la probabilità di page fault, cioè di incappare in una pagina che non è presente in memoria centrale e di doverla quindi caricare dallo swap.

### Meccanismi di memoria virtuale
Esistono principalmente due modi per implementare un sistema di memoria virtuale: dividere la memoria in tante pagine identiche, gestite dall'hardware, oppure lasciare che sia il programmatore e/o il compilatore usato dal programmatore a "segmentare" il proprio programma in più segmenti (sperabilmente) indipendenti.
Entrambi i metodi presentano vantaggi e svantaggi: in questi ultimi tempi tuttavia il sistema di gran lunga più usato è la memoria paginata, per via della maggiore omogeneità e indipendenza dal software.

#### Memoria paginata
Con questo schema la memoria viene divisa in pagine tutte della stessa grandezza (4 o 8 kilobyte): i programmi non hanno bisogno di sapere nulla su come è organizzata la memoria e non devono avere nessuna struttura interna particolare; l'esatta ubicazione e disposizione fisica della memoria che occupano non li riguarda e tutto il sistema di memoria virtuale è completamente gestito dalla MMU attraverso un complesso sistema di registri associativi. Proprio questo sistema di registri è il punto debole di questo tipo di meccanismo: se il numero delle pagine è molto grande (pagine di piccole dimensioni, oppure grandi quantità di memoria virtuale da emulare) il meccanismo associativo può diventare troppo complesso, rallentando sensibilmente l'accesso alla memoria (e quindi tutto il sistema).
Un possibile rimedio è quello di aumentare la dimensione delle pagine di memoria, al prezzo di un maggior spreco di memoria stessa ("frammentazione interna": più grandi sono le pagine, più aumenta il numero di pagine parzialmente vuote e più spazio viene sprecato).
Più dettagliatamente il meccanismo di gestione della memoria virtuale con paginazione è il seguente.
1. L'immagine di un processo è suddivisa in pagine di dimensione fissa.
2. La memoria principale (RAM) è suddivisa anch'essa in "pezzi", della stessa dimensione delle pagine, detti page frame.
3. Ad ogni processo è associata una tabella, mantenuta in memoria principale o secondaria a seconda delle dimensioni, detta tabella delle pagine.
4. Ogni voce (riga) della tabella delle pagine contiene:
  - Il numero di pagina per quella riga;
  - Il bit present;
  - Il bit modified;
  - Il numero di frame corrispondente.

Gli indirizzi logici sono rappresentati dalla coppia (nr. di pagina, offset). La traduzione avviene in questo modo:
si trova la riga corrispondente al numero di pagina dell'indirizzo logico, se il bit Present è 0, la pagina non è presente in memoria principale, si genera quindi un Page Fault e si attende che la pagina sia caricata in memoria, infine si genera l'indirizzo fisico (nr. frame, offset).
Il bit Modified indica invece se la pagina è stata modificata o meno. Infatti se una pagina non è stata modificata, al momento di effettuare lo swap nella memoria secondaria, non ha senso riscrivere le pagine su disco. Risparmiando così tempo, e migliorando in parte le prestazioni.
Un ultimo dettaglio tecnico. Supponiamo di avere indirizzi logici e fisici di lunghezza k bit. Di questi n saranno destinati al nr. di pagina e m all'offset.
Si ha quindi k = n + m. Da questo si deduce che ogni pagina, ed ogni frame, ha dimensione {\displaystyle 2^{m}} byte (supponendo che la memoria sia byte-addressable).
Supponiamo ora che volendo tradurre un indirizzo logico (nr. pagina, offset), si trovi che il frame corrispondente alla data pagina sia l'i-esimo. Questo però non corrisponde ancora al vero indirizzo fisico, ma solamente all'indice del frame. Per ottenere l'indirizzo fisico si deve ora moltiplicare {\displaystyle i*2^{m}}.
Il vantaggio di questa tecnica consiste nel fatto che, nel sistema binario, questa operazione può essere eseguita concatenando m zeri alla rappresentazione binaria di i. Un'operazione quindi molto veloce, che può essere eseguita direttamente dall'hardware.

#### Memoria segmentata
In questo caso il meccanismo di memoria virtuale è in parte software. I programmi che girano su sistemi con memoria segmentata sono strutturati in segmenti funzionalmente omogenei: la MMU tiene traccia di quali e quanti segmenti sono presenti in memoria e dove. Il vantaggio principale di questo sistema è che sfrutta al massimo il già citato principio di località, riducendo al minimo il ricorso allo spazio di swap: una volta che un programma ha in memoria centrale i segmenti di cui necessita, molto raramente ne chiederà di nuovi. Il notevole svantaggio di questo sistema, invece, è il grande spreco di memoria dovuto alla frammentazione esterna: con l'andare del tempo e il susseguirsi dei processi in esecuzione, la memoria viene allocata e deallocata in blocchi di varie dimensioni che lasciano un sempre maggior numero di "buchi" vuoti, troppo piccoli per poter essere utilmente allocati: questo rende necessario eseguire una dispendiosa compattazione periodica della memoria fisica allocata, e/o l'uso di algoritmi di allocazione molto sofisticati.
Più precisamente, il meccanismo di gestione della memoria virtuale segmentata è il seguente. Ad ogni processo è associata una tabella dei segmenti; ogni voce di questa tabella rappresenta un segmento del processo e contiene almeno i seguenti campi: il bit Present, il bit Modified e l'indirizzo base del segmento in memoria.
Gli indirizzi logici sono rappresentati dalla coppia (nr. di segmento, displacement). La traduzione avviene in questo modo: si trova la voce della tabella corrispondente al nr. di segmento; se il bit Present è 0, il segmento non è presente in memoria principale, si genera quindi un Segment Fault e si attende che il segmento sia caricato in memoria. Infine si genera l'indirizzo fisico sommando il displacement all'indirizzo base del segmento in memoria.

### Accesso ad hardware mappato in memoria
Alcuni meccanismi hardware, come il DMA, prevedono che il programma che li usa legga e/o scriva in pagine di memoria fisica ben determinate e non spostabili. Per questo, lo schema di memoria virtuale delle architetture che usano DMA implementa un meccanismo di page lock con cui un programma può vincolare una serie di pagine contigue di memoria virtuale a una corrispondente serie di pagine contigue di memoria fisica; per ovvi motivi le pagine bloccate con questo meccanismo non vengono né scartate, né spostate nello spazio di swap.

### Thrashing
È indispensabile che la quantità di memoria fisica presente sia almeno sufficiente a mantenere la località del sistema, ovvero quella parte di dati ed informazioni che sono utilizzate nell'immediato da ogni processo. Se così non fosse, infatti, il sistema dovrebbe continuamente provvedere ad eseguire delle operazioni di swapping per far sì che ogni processo abbia i dati di cui necessita.
Ad esempio supponiamo che in un dato momento la memoria fisica sia satura e contenga esattamente la località del sistema (vale a dire, la somma di tutti i "working set" dei processi in elaborazione è esattamente uguale alla RAM fisica presente), e che in questa situazione venga avviato un nuovo programma. Il processo che viene creato ha bisogno di allocare della memoria. Dato però che la memoria principale è piena il sistema operativo provvede a liberare una parte dello spazio memorizzato facente parte delle informazioni nella memoria secondaria. Successivamente, quando il controllo torna al processo i cui dati sono stati appena spostati, viene richiesta un'operazione di swap-in per ricaricare in memoria principale gli stessi. Dato che tutte le informazioni contenute nella memoria principale sono indispensabili questo fenomeno avviene molto spesso. Essendo la memoria secondaria molto più lenta (centinaia o migliaia di volte) rispetto alla memoria principale, questo causa un considerevole rallentamento del sistema, che è impegnato quasi esclusivamente in operazioni di I/O, e diventa presto inutilizzabile e poco o per nulla reattivo ai comandi dell'utente. Tale fenomeno è chiamato thrashing.
Tecnicamente, quando la memoria centrale (RAM) libera (e quindi il numero di frame liberi) è insufficiente a contenere il working set corrente di un processo, quest'ultimo
comincerà presto a generare parecchi page fault, rallentando considerevolmente la propria velocità d'esecuzione. Quando parecchi processi cominciano ad andare in thrashing, ovvero a spendere più tempo per la paginazione che per l'esecuzione, il sistema operativo potrebbe erroneamente essere indotto a dedurre che sia necessario aumentare il grado di multiprogrammazione (dato che la CPU rimane per la maggior parte del tempo inattiva a causa dell'intensa attività di I/O). In questo modo vengono avviati nuovi processi che però, a causa della mancanza di frame liberi, cominceranno a loro volta ad andare in thrashing: in breve le prestazioni del sistema collassano fino ad indurre l'operatore a dover terminare forzatamente alcuni processi. Un modo per limitare questo fenomeno consiste nel utilizzare una procedura di rimpiazzamento locale, ovvero dare la possibilità al gestore della memoria virtuale di sostituire le pagine associate al solo processo che ne fa richiesta. In questo modo si impedisce che l'intero sistema vada in thrashing.

## Algoritmi di rimpiazzo pagine
Esistono varie tecniche per decidere quali sono le aree di memoria che è preferibile spostare dalla memoria primaria alla secondaria. Le seguenti sono le più diffuse:

### Strategia ottimale
Questa tecnica consiste nel rimpiazzare la pagina di memoria che verrà riutilizzata più in là nel tempo. Chiaramente, per poter essere realmente implementata, richiederebbe che il S.O. conoscesse in anticipo le pagine utilizzate nel futuro dai processi. Non è quindi utilizzabile come algoritmo di rimpiazzamento delle pagine in memoria principale, ma come metro di confronto delle altre strategie.

### FIFO
La tecnica FIFO (First In First Out) è la più semplice, si tiene traccia in una tabella di quando è stata allocata un'area di memoria. Quando vi è una nuova richiesta di allocazione di pagine di memoria, se c'è ancora spazio in memoria principale, semplicemente viene allocata la nuova pagina, altrimenti si consulta mediante la tabella quali sono le pagine allocate da più tempo e si spostano in memoria secondaria.
Questo algoritmo è molto semplice e di rapida esecuzione ma ha lo svantaggio di spostare in memoria secondaria le pagine più vecchie anche se sono utilizzate di frequente, produce inoltre la cosiddetta anomalia di Belady.

### Seconda scelta (Algoritmo dell'orologio)
Esiste una semplice ottimizzazione della tecnica FIFO che ovvia al problema dello swap anche delle pagine molto utilizzate. È sufficiente aggiungere un bit nella tabella che tiene traccia dell'età delle pagine: ogni volta che il sistema operativo accede ad una pagina, pone questo bit ad 1 mentre l'algoritmo di swap delle pagine, se trova il bit a 1 lo pone a 0 e sposta in memoria secondaria una pagina con il bit già posto a 0. In questo modo, le pagine utilizzate di frequente hanno alta probabilità di rimanere in memoria principale.
Nel caso peggiore tutte le pagine hanno il bit impostato ad 1, in questo caso l'algoritmo azzera tutti i bit fino a tornare alla prima pagina presa in esame. Trovandola ora con bit a 0 provvede alla sua sostituzione. In questo caso la sostituzione a seconda scelta si riduce ad una sostituzione di tipo FIFO.
Esiste una versione modificata del seguente algoritmo che prevede due bit che tengono traccia dell'uso e della modifica. Si hanno infatti le seguenti combinazioni:
- (0,0): né recentemente usato né modificato - migliore pagina da sostituire
- (0,1): non usato recentemente, ma modificato - prima di essere sostituita deve essere riscritta nella memoria secondaria
- (1,0): usato recentemente ma non modificato
- (1,1): usato recentemente e modificato

Quando è necessario effettuare una sostituzione di pagina l'algoritmo prima cerca la pagina migliore da sostituire considerando non solo il fatto che essa non sia stata usata recentemente ma anche che non sia stata modificata. Infatti quando la pagina è stata modificata è necessario salvarne nuovamente il contenuto all'interno della memoria secondaria. Se invece non è stata modificata, ed è già presente una copia nella memoria secondaria, non è necessario effettuare alcuna operazione di I/O.

### Least Recently Used (LRU)
La migliore soluzione possibile consisterebbe nello spostare le pagine che non saranno usate per più tempo ma naturalmente il sistema operativo non è in grado di avere quest'informazione. La soluzione di compromesso consiste nello spostare le pagine inutilizzate da più tempo (LRU cioè Least Recently Used) poiché hanno buona probabilità di non essere nuovamente utilizzate nell'immediato. 
Si associa ad ogni pagina un marcatore temporale (Tn), che identifica l'istante del suo ultimo utilizzo.
Per gestire efficientemente quest'algoritmo occorre supporto hardware, in quanto i continui aggiornamenti del marcatore temporale causano un continuo rimescolio delle pagine e l'impossibilità di determinare la pagina da sostituire.
È possibile implementare questa tecnica in due modi: 
- si può aggiungere alla CPU un contatore incrementato ad ogni riferimento alla memoria, si associa ad ogni elemento della tabella delle pagine un campo per mantenere il marcatore temporale ed ogni volta che si accede ad una pagina si aggiorna il suo marcatore usando il valore del contatore.
- si mantiene uno stack con le pagine utilizzate più recentemente poste in cima, la pagina in fondo allo stack è sempre quella usata meno di recente.

Entrambi i metodi hanno un impatto non indifferente sulle prestazioni del sistema e per questo motivo normalmente sono realizzati in hardware.

### Belady
Questo algoritmo consiste nel sostituire le pagine che saranno referenziate nel più lontano futuro. Tuttavia, bisogna ricordare che quest'ultimo è puramente teorico e non concretamente implementabile. Di conseguenza è di facile intuizione che il suo scopo sia quello di confrontarsi con gli altri algoritmi già esistenti, per avere un quadro generale delle prestazioni e testare l'efficienza dell'algortimo posto a confronto. 

### Sostituzione su conteggio
Sono algoritmi basati sul conteggio del numero di riferimenti fatti a ciascuna pagina.
- LFU (least frequently used): sostituisce la pagina con il minor numero di riferimenti. Si basa sull'idea che una pagina molto usata ha un conteggio alto, mentre una pagina che serve poco avrà un conteggio basso.
- MFU (most frequently used): sostituisce la pagina con il maggior numero di riferimenti. Si basa sul principio che una pagina con contatore basso è stata probabilmente caricata da poco, quindi è utile mantenerla.